# Greatest Hits: God’s Favorite Band
Greatest Hits: God’s Favorite Band — альбом-компиляция американской рок-группы Green Day, выход которого состоялся 17 ноября 2017 года.

## Предыстория
В сборник God’s Favorite Band вошли 20 песен Green Day, а также 2 новые песни: новая версия трека с альбома Revolution Radio «Ordinary World» с участием кантри-певицы Миранды Ламберт и ранее не издававшаяся песня под названием «Back in the USA». В альбом вошли песни со всех студийных альбомов Green Day, за исключением альбомов 39/Smooth, ¡Dos! и ¡Tré!. 10 треков были и в другом сборнике лучших хитов International Superhits! (2001). Несмотря на то, что Джейсон Уайт вернулся к своей прежней роли сессионного гитариста группы, он принял участие в записи песни «Back in the USA».
Название альбома является отсылкой к шутке, сказанной Стивеном Кольбером во время своего шоу, в которой Кольберт пошутил, что Green Day — «любимая группа Бога» (англ. God's favorite band). Шутка Кольбера сама по себе была отсылкой к комментарию, сделанному барабанщиком Green Day Тре Кулом на DVD группы 2005 года Bullet in a Bible, в котором Кул отметил, что дождевые тучи над залом рассеялись, потому что «Бог хочет снова посмотреть на свою любимую группу».

## Список композиций
Все песни были спродюсированы Green Day и Робом Кавалло, за исключением: «Know Your Enemy» и «21 Guns», которые были спродюсированы Green Day и Бутчем Вигом; «2000 Light Years Away», который был спродюсирован Green Day и Энди Эрнстом; и «Minority», «Warning», «Bang Bang», «Still Breathing», «Ordinary World» и «Back in the USA», которые были спродюсированы Green Day.
Все тексты написаны Билли Джо Армстронгом, вся музыка написана Green Day (Армстронг, Майк Дёрнт и Тре Кул), если не указано другое.
| №                   | Название | Альбом                                         | Длительность |
| ------------------- | --- | ---------------------------------------------- | ------------ |
| 1.                  | «2000 Light Years Away» (музыка написана Green Day, Джесси Майклзом, Питом Райпинсом и Дэйвом Хенвудом)                                     | Kerplunk (1991)                                | 2:25         |
| 2.                  | «Longview» | Dookie (1994)                                  | 3:56         |
| 3.                  | «Welcome to Paradise» | Dookie                                         | 3:45         |
| 4.                  | «Basket Case» | Dookie                                         | 3:02         |
| 5.                  | «When I Come Around» | Dookie                                         | 3:00         |
| 6.                  | «She» | Dookie                                         | 2:15         |
| 7.                  | «Brain Stew» | Insomniac (1995)                               | 3:14         |
| 8.                  | «Hitchin' a Ride» | Nimrod (1997)                                  | 2:52         |
| 9.                  | «Good Riddance (Time of Your Life)» | Nimrod                                         | 2:35         |
| 10.                 | «Minority» | Warning (2000)                                 | 2:49         |
| 11.                 | «Warning» | Warning                                        | 3:43         |
| 12.                 | «American Idiot» | American Idiot (2004)                          | 2:56         |
| 13.                 | «Holiday» | American Idiot                                 | 3:52         |
| 14.                 | «Boulevard of Broken Dreams» | American Idiot                                 | 4:22         |
| 15.                 | «Wake Me Up When September Ends» | American Idiot                                 | 4:45         |
| 16.                 | «Know Your Enemy» | 21st Century Breakdown (2009)                  | 3:11         |
| 17.                 | «21 Guns» | 21st Century Breakdown                         | 5:24         |
| 18.                 | «Oh Love» | ¡Uno! (2012)                                   | 5:04         |
| 19.                 | «Bang Bang» | Revolution Radio (2016)                        | 3:27         |
| 20.                 | «Still Breathing» (музыка написана Green Day, Ричардом Паркхаусом, Адамом Слэком, Люком Спиллером, Джорджем Тиззардом и Джошуа Уилкинсоном) | Revolution Radio                               | 3:45         |
| 21.                 | «Ordinary World» (музыка написана Билли Джо Армстронгом; дуэт с участием Миранды Ламберт)                                                   | оригинальная версия с альбома Revolution Radio | 3:01         |
| 22.                 | «Back in the USA» | Ранее не издан                                 | 2:36         |
| Общая длительность: | Общая длительность: | Общая длительность:                            | 75:58        |

## Участники записи
Green Day
- Билли Джо Армстронг — электро- и акустическая гитара, вокал, губная гармоника, фортепиано
- Майк Дёрнт — бас-гитара, бэк-вокал
- Тре Кул — барабаны, перкуссия, бэк-вокал, аккордеон («Minority»)

Дополнительные музыканты
- Петра Хейден — скрипка («Hitchin' a Ride» и «Good Riddance (Time of Your Life)»)
- Джейсон Фриз — клавишные
- Том Китт — аранжировка струн («21 Guns»)
- Дэвид Кэмпбелл — аранжировка струн для («Good Riddance (Time of Your Life)»)
- Миранда Ламберт — вокал («Ordinary World»)
- Джейсон Уайт — ритм-гитара («Oh Love» и «Back in the USA»)

Производство
- Green Day — производство
- Роб Кавалло[англ.] — продюсер
- Бутч Виг — производство
- Энди Эрнст — продюсирование, инжиниринг, сведение
- Нил Кинг — звукорежиссёр
- Кевин Армейский — звукорежиссёр
- Кен Эллардайс — звукорежиссёр
- Дуг Маккин — звукорежиссёр
- Крис Дуган — звукорежиссёр
- Джерри Финн — микширование
- Крис Лорд-Алдж — микширование
- Джек Джозеф Пуиг — микширование
- Эндрю Шепс — микширование
- Джон Голден — мастеринг
- Тед Дженсен — мастеринг
- Эрик Буланже — мастеринг

## Хит-парады
| Чарт (2017—2021)                  | Высокая позиция |
| --------------------------------- | --------------- |
| Австралия (ARIA)                  | 16              |
| Австрия (Ö3 Austria)              | 30              |
| Бельгия/Фландрия (Ultratop)       | 53              |
| Бельгия/Валлония (Ultratop)       | 53              |
| Канада (Canadian Albums Chart)    | 37              |
| Чехия (ČNS IFPI)                  | 28              |
| Нидерланды (Album Top 100)        | 77              |
| Германия (Offizielle Top 100)     | 36              |
| Венгрия (MAHASZ)                  | 22              |
| Ирландия (IRMA)                   | 17              |
| Италия (FIMI)                     | 25              |
| Италия(Musica e Dischi)           | 28              |
| Новая Зеландия (RMNZ)             | 21              |
| КНДР (Gaon)                       | 3               |
| Шотландия (Scottish Albums Chart) | 23              |
| Испания (PROMUSICAE)              | 32              |
| Великобритания (UK Albums Chart)  | 22              |
| США (Billboard 200)               | 39              |
| США (Billboard Top Rock Albums)   | 4               |

| Чарт (2018)                     | Позиция |
| ------------------------------- | ------- |
| Австралия (ARIA)                | 92      |
| Новая Зеландия (RMNZ)           | 42      |
| США Top Rock Albums (Billboard) | 48      |

| Чарт (2019)      | Позиция |
| ---------------- | ------- |
| Австралия (ARIA) | 76      |

| Чарт (2020)                     | Позиция |
| ------------------------------- | ------- |
| Австралия (ARIA)                | 60      |
| Великобритания (OCC)            | 85      |
| США Top Rock Albums (Billboard) | 59      |

| Чарт (2021)                     | Позиция |
| ------------------------------- | ------- |
| Австралия (ARIA)                | 49      |
| Великобритания (OCC)            | 87      |
| США Top Rock Albums (Billboard) | 90      |

## Сертификации
| Регион                                                                      | Сертификация | Продажи |
| --------------------------------------------------------------------------- | ------------ | ------- |
| Великобритания (BPI)                                                        | Платиновый   | 300 000 |
| Данные о продажах + прослушиваниях приведены только на основе сертификации. |              |         |